# Zona batipelágica

As camadas da zona pelágica.

Zona batipelágica (do grego βαθύς (bathýs), profundo), zona batial ou andar batial, é a camada da zona pelágica que se estende da profundidade de 1000m a 4000m abaixo da superfície do oceano. A temperatura média nesta camada é de 4°C. A pressão se aproxima dos 5800 PSI, o equivalente a uma caminhonete grande em cima de cada polegada quadrada do corpo humano.
Esta região pertence à zona afótica, por isso, os organismos que aqui vivem são independentes de seres fotoautotróficos. Abaixo desta zona encontram-se a zona abissal e a zona hadal, correspondentes, respetivamente, às planícies abissais e fossas abissais. Acima dela fica a zona mesopelágica. Como a luz do sol não atinge esta camada, não existe produção primária de alimentos.
Por causa da ausência de luz, algumas espécies não possuem olhos; entre aquelas que os possuem pode ser citado o tubarão-cobra. Muitas formas de nécton vivem nesta zona, tais como a lula, grandes baleias e o polvo. Esponjas, braquiópodes, estrelas-do-mar e equinoides também são comuns.
Em biologia marinha chamam-se batipelágicos os animais aquáticos que nadam livremente em águas de grandes profundidades, correspondentes à zona batial, sem nunca se aproximarem da superfície do oceano.
O termo vem de uma divisão do domínio pelágico em zonas de profundidade.